# Jozaria
Jozaria es un género extinto de mamífero Perissodactyla que vivió durante el Eoceno en lo que ahora es Pakistán. Sus restos han aparecido en la Formación Kuldana, en Kohat.
Hasta la fecha sólo se han descubierto restos pertenecientes a la especie Jozaria palustris. Pruebas geológicas del lugar de descubrimiento indican que el animal vivía en zonas pantanosas salobres. Probablemente se alimentaba de vegetales acuáticos.